# Gerald Duckworth
Gerald de l'Etang Duckworth (29 ottobre 1870 – Milano, 28 settembre 1937) è stato un editore britannico.

## Biografia
Figlio di Herbert Duckworth, avvocato di Londra, e della moglie Julia. Il suo secondo nome (de l'Etang) era il cognome di un antenato di sua madre, Antoine de l'Etang, un paggio della regina Maria Antonietta. Sua madre era una nipote di Julia Margaret Cameron, la fotografa, dalla quale ereditò il nome di battesimo.
Il padre di Duckworth morì sei settimane prima della nascita di Gerald. Quando ebbe otto anni, sua madre sposò lo scrittore Leslie Stephen, con cui ebbe altri quattro figli: Virginia Woolf, la pittrice Vanessa Bell,  Thoby e Adrian Stephen. La Woolf accuserà Gerald e suo fratello di aver abusato sessualmente di lei e della sorella in gioventù. Woolf pubblicò i suoi primi due romanzi con l'aiuto di suo fratello prima di formare la Hogarth Press.
Gerald Duckworth fu educato all'Eton College e al Clare College di Cambridge. Nel 1898 
fondò la casa editrice che porta il suo nome presso Henrietta Street, Covent Garden. Nel suo primo anno di lavoro pubblicò opere di Henry James, Leslie Stephen, John Galsworthy e August Strindberg. Successivamente anche di W.H. Hudson, Charles M. Doughty, David Herbert Lawrence, Evelyn Waugh, Virginia Woolf e la maggior parte del lavoro di Edith Sitwell, Osbert Sitwell, e Sacheverell Sitwell.
Duckworth morì nel 1937, ma la sua casa editrice continuo' a prosperare. 
Ha festeggiato il suo centenario nell'anno 1998, ma ha incontrato difficoltà finanziarie nel 2003, quando fu acquistata da Peter Mayer, anche se continua ancora oggi a pubblicare,  sotto il nome di Duckworth. 
Tre ritratti di Duckworth sono custoditi nella National Portrait Gallery di Londra.